# Ab initio
Ab initio (с лат. — «от начала») — обоснование какого-либо явления из естественных законов природы без привлечения дополнительных эмпирических предположений или специальных моделей.
Аb initio в литературе — читать, рассказывать с самого начала; в противоположность in medias res (что означает «в середине», начать рассказывать историю с определённой промежуточной точки).
Ab initio в физике — решение задачи из первых основополагающих принципов без привлечения дополнительных эмпирических предположений. Обычно подразумевается прямое решение уравнений квантовой механики. Несмотря на название, при этом зачастую делаются какие-либо предположения и упрощения. Такие упрощения позволяют рассчитывать системы с большим числом атомов или атомы, имеющее большее число электронов. Примером такого упрощения является использование PAW-потенциалов.
Термин ab initio пришёл из квантовой физики, впервые был использован Робертом Парром (Robert Parr) и Дэвидом Крэйгом (David Craig) при изучении возбуждённых состояний молекулы бензола.

## Ab initioметоды в физике твёрдого тела
Термин фактически именует одно из направлений современной теоретической физики твёрдого тела.
Означает совокупность физических приближений, процедур вычисления и оптимизации, используемых для расчёта электронных и фононных спектров с целью нахождения термодинамических и кинетических характеристик материала, таких как коэффициент теплового расширения, электрическая проводимость и других. Например, для расчёта энергии сублимации на атом используется разница энергий атома в кристаллическом состоянии и изолированного атома, помещённого в ячейку большого размера (что аналогично свободному атому).
Первыми из серьёзных достижений в этом направлении можно считать концепцию самосогласованного поля и уравнения Хартри и их прямые уточнения, уравнения Хартри — Фока. Эти уравнения с различными вариациями являются основой вычислительных методов в квантовой химии.
В последнее время все большее распространение в физике твёрдого тела приобретают методы ab initio расчётов, основанные на использовании метода функционала плотности.
Достоинством расчётов из первых принципов является точное описание атомного взаимодействия с учётом квантовых эффектов. Недостатком — невозможность расчёта за разумное время микроскопических систем с достаточно большим числом частиц, например, атомов (практически редко более 100).
Если расположить современные методы моделирования, используемые в физике, по возрастанию размеров моделируемых систем и времени моделирования, то картина получится следующей:
1. Ab initio методы, не использующие приближений
2. Ab initio методы, использующие приближения
3. Методы молекулярной динамики, использующие полуэмпирические потенциалы
4. Метод Монте-Карло
5. Методы конечных элементов

Аналогично в пунктах 1 — 5 увеличивается количество упрощений и приближений, которые могут влиять на корректность получаемого результата.

## Программы, используемые при моделировании из «первых принципов»
- Gaussian
- CPMD
- CP2K
- NWCHEM
- ABINIT
- VASP
- WIEN2K
- GAMESS (US)
- Firefly
- ORCA
- CRYSTAL
- SIESTA
- ПРИРОДА

При расчёте характеристик титана ABINIT и VASP дают аналогичные значения. 